# Onada de fred de 1956
L'onada de fred de 1956 fou una fredorada del mes de febrer del 1956 que afectà tot l'hemisferi nord i, especialment, l'Europa Occidental, i destaca a la major part de registres meteorològics com el mes més fred de tot el segle xx per a moltes zones dels Països Catalans. Es varen presentar tres fortes pulsacions d'una intensa onada de fred durant els primers vint dies del mes. A l'observatori Fabra es van registrar -10 °C i a la mateixa ciutat de Barcelona es va arribar a -6,7 °C (amb la temperatura mitjana de febrer d'1,6 °C a l'observatori Fabra, que és la més baixa de qualsevol mes de 1914 ençà), al Turó de l'Home -19,8 °C, -6,4 °C a Tortosa (observatori de Roquetes), i -13,5 °C a Lluc; a l'estany Gento (2.150 msnm) es van assolir els -32,0 °C, la temperatura més baixa registrada a l'estat espanyol i encara no superada. L'onada arribà de les Illes Britàniques i Escandinàvia i afectà tot Europa, amb -35 °C a Sant Petersburg, -32 °C a Innsbruck, -29 °C a Moscou i -35 °C a Múnic, i es gelaren rius com la Garona, el Léger, el Rin i el Danubi.
El mes de febrer d'aquest any és recordat pels canvis socioeconòmics patits a les comarques de Girona. A la ciutat de Girona es va arribar a -10'5 °C el dia 3 de febrer, (i en especial a l'Empordà) a conseqüència de les continuades onades de fred (durant prop de 24 dies seguits les temperatures mínimes van ésser negatives, i molt sovint inferiors als -5 °C). Les invasions d'aire fred més importants van tenir lloc entre el dijous 2 i el diumenge 5, i entre el dissabte 11 i el dilluns 13 de febrer del 1956. Actualment encara els contemporanis d'aquella època l'anomenen, i el recorden com l'Any del Fred. L'aigua del mar es va arribar a congelar en alguns indrets de litoral entre l'Empordà i el Rosselló.
L'agricultura, una de les principals activitats productives de les comarques catalanes, va quedar especialment afectada per la fred. Bona part dels conreus es van fer malbé, i encara a hores d'ara es recorda com l'any que el fred va matar les oliveres. L'horta d'hivern va veure perduda la seva collita, bona part dels cereals van patir els efectes del fred (segons el moment de creixement en què estaven, i d'altres aspectes com ara que la civada és més vulnerable que no pas el blat).
L'episodi també fou molt intens a Mallorca, on encara és recordat pels qui el visqueren com a s'Any de sa Neu. S'assolí una temperatura mínima de -13,5 °C i gruixes de més de 50 cm de neu, límits no superats de llavors ençà. Afectà tots els municipis de l'illa i la neu formà part del paisatge mallorquí durant 17 dies, de dia 3 a dia 20 de febrer, que es consolidà en tres onades de nevades. Els danys agrícoles foren immensos, car tots els camps romangueren gelats, i tengué grans efectes econòmics car llavors el sector primari encara era de gran importància, per tal com el turisme encara no s'havia consolidat i la balearització solament havia començat.

## Les oliveres
Al Principat, les oliveres que van ésser podades, durant el mes de gener d'una bonança de temps molt pronunciada, varen patir moltíssim, car la saba va començar a pujar, com si fos una primavera avançada, i l'arribada de les baixes temperatures, amb glaçades intenses i continuades i els forts vents de la tramuntana provocaren l'esqueixada de branques i fins i tot l'esberlament de soques senceres. Els trulls de la comarca van treballar poc aquell any.
De resultes d'aquesta onada de fred, es procediren a l'arrencada d'aquelles oliveres fetes malbé. A tall informatiu, el 62% de la superfície ocupada per l'olivera en 16 municipis altempordanesos (Avinyonet de Puigventós, Boadella, Borrassà, Figueres, Garrigàs, Navata, Ordis, Pontós, Sant Miquel de Fluvià, Sant Mori, Santa Llogaia d'Àlguema, Saus-Camallera, Siurana, Taravaus, Vilamalla i Vilaür) va desaparèixer durant els posteriors anys.